# Assyrian Pentecostal Church
Die Assyrian Pentecostal Church (englisch; deutsch Assyrische pfingstliche Freikirche; syrisch ܥܕܬܐ ܕܐܚܘܢܘ̈ܬܐ ܦܢܛܩܘܣܛܝ̈ܐ ܐܬܘܪ̈ܝܐ, ‘Ittā d-Akhonāwāthā Pēnṭēqosṭāyē Ātūrāyē; persisch کلیسای پنطیکاستی آشوری) ist eine reformierte, orientalische Denomination der Pfingstbewegung, die aus den Dörfern der Assyrer der Region Urmia im Nordwesten Irans stammt. Die Kirche verbreitete sich unter den Assyrern in den umliegenden Städten und von den assyrischen Gemeinschaften im Assyrischen Heimatland im nördlichen Irak, in der südöstlichen Türkei und im nordöstlichen Syrien.

## Geschichte
Die Assyrer des antiken Assyrien und Oberen Mesopotamien hatten das Christentum im ersten Jahrhundert kennengelernt. Es entstand die Assyrische Kirche des Ostens in Assyrien und Osroene. Im 20. Jahrhundert konvertierten alle, die sich der Pentecostal Church oder der Assyrian Evangelical Church anschlossen von der alten Assyrischen Kirche des Ostens oder der Chaldäisch-katholischen Kirche, der Syrisch-Orthodoxen Kirche von Antiochien oder der Alten Kirche des Ostens.
Die heutige Lehre der Kirche und ihre Tradition sind ein Ergebnis der geistlichen Erneuerungsbewegungen (englisch Revival Movements), die sich während der 1930er im Westen Irans abspielten. 1940 begann ein junger assyrischer Pastor, Tooma Nasseri, mit großer Hingabe und unter großen persönlichen Opfern einen evangelikalen Dienst im ganzen Westen des Iran und initiierte Gemeindegründungen und Kirchenbauten in Dörfern, Städten und Metropolen des Iran. Aus den protestantischen Kirchenpflanzungen entstanden in den 1950er Jahren im Iran und dessen Umfeld die assyrischen protestantischen Kirchen. Heute bestehen Gemeinden der Assyrian Pentecostal Church in Kalifornien, Illinois, Kanada, Australien, Österreich und Iran. Die Kirche ist mit der Denomination der Assemblies of God verschwistert. Die Kirche zählt 10.000 bis 20.000 Gläubige.

## Glaubensgrundlagen
Die Bezeichnung Pentecostal weist auf das Pfingstfest hin, das an die im Neuen Testament berichtete Ausgießung des Heiligen Geistes in der Jerusalemer Urgemeinde erinnert.
In den Glaubensgrundsätzen der Kirche ist die Bibel inspiriertes Wort Gottes (2 Tim 3,16 ); Gott ist einer, aber manifestiert in drei Personen, dem Vater, dem Sohn und dem Heiligen Geist (Joh 16,13–15 ); durch den Sündenfall ist der Mensch sündig und getrennt von Gott (Röm 5,12–21 ); durch Jesus’ Tod und Auferstehung werden alle Gläubigen gerecht gemacht (Joh 3,3–5 ); die Taufe durch den Heiligen Geist ist ein Geschenk Gottes (Mt 3,11 , Apg 1,8 , Apg 2,1–4 ); sie wird durch das Untertauchen im Wasser vollzogen (Mt 28,16 ); Heilung wird durch das Sühnopfer Christi geschenkt und ist das Privileg jedes Mitglieds der Kirche (Jak 5,14–15 , Mk 16,18 , Jes 53,4 , Mt 8,17 ); die Auferstehung und Rückkehr des Herrn Jesus Christus steht unmittelbar bevor; die Toten werden zuerst in Christus auferstehen, dann werden die Lebenden zusammen mit ihnen in den Wolken entrückt werden (1 Thess 4,16–17 , Apg 1,11 ).

## Sprache
Die liturgische Sprache, welche von den Mitgliedern, dem Chor und den Pastoren gesprochen wird, ist Assyrisch-Neuaramäisch, eine Sprache, die sich aus dem mesopotamischen Aramäischen entwickelt hat. Gebete und Bibel werden aus der Syriac Aramaic Bible gelesen und rezitiert.

## Feste
Die Gläubigen der Assyrian Pentecostal Church feiern hauptsächlich die Feste:
- Weihnachten: (Eda Surah) am 25. Dezember für die Geburt von Jesus.
- Neujahr: (Sheetah Khatah)
- Ostern: (Eda Gurah). Assyrisch Pentekostale Christen feiern die Auferstehung von Jesus Christus drei Tage lang.
- Pfingsten: (Yomit Pantacostayeh).

## Pastoren
- Robert Sawra, Turlock (Kalifornien)
- Robert Barcham, Urmia (Iran)
- Yonathan Nader, Chicago
- William Nisan, Los Angeles
- Isac Warda Sydney (Australien)
- Victor Tamraz, Teheran (Iran)
- Johnson Bayati, San José (Kalifornien)